# Jaime E. Powell
Jaime Eduardo Powell (13 de janeiro de 1953 - 1 de fevereiro de 2016) foi um paleontólogo argentino.
Foi notório por descrever os táxons de dinossauros saurópodes titanossauros Aeolosaurus, e pela descoberta de evidências de que os titanossauros tinha blindagem de osteodermas, uma característica até então pensada como dos anquilossauros.

## Biografia
Powell nasceu em Córdoba em 13 de janeiro de 1953. Era divorciado e teve quatro filhos.

### Pesquisa
Formou-se em geologia e obteve seu doutorado pela Universidade Nacional de Tucumán. Iniciou sua carreira na paleontologia sobre a tutela de José Fernando Bonaparte, atuando nas pesquisas das formações geológicas do noroeste da Argentina. Sua maior descoberta foi a descrição da primeira evidência fóssil convincente de que os titanossauros tinham osteodermas. Também foi importante nas pesquisas sobre as teorias de migração de dinossauros durante o Cretáceo Superior nos continentes da América do Norte e do Sul, quando ambos os territórios estavam separados, com a desciberta de restos fósseis que confirmavam a presença de hadrossaurídeos na América do Sul, (os restos mais tarde foram descritos como o gênero Willinakaqe).
Powell descreveu o gênero Saltasaurus com  Bonaparte em 1980, o gênero Aeolosaurus em 1982,, propondo mais tarde os táxons Saltasauridae (família) e Saltasaurinae (subfamília) em 1992 (confirmada por Paul Sereno em 1998). Em 1996, a espécie de titanossauro Pellegrinisaurus powelli teve seu descritor específico cunhado em sua homenagem.

### Morte
Powell faleceu em 1 de fevereiro de 2016, aos 63 anos.